# ひまわり (1970年の映画)
『ひまわり』（原題（イタリア語）： I Girasoli ）は、ヴィットリオ・デ・シーカ監督による1970年公開のイタリア・フランス・ソビエト連邦・アメリカ合衆国合作のドラマ映画。
戦争によって引き裂かれたイタリア人夫婦の悲劇を描いた作品で、ソフィア・ローレンが演じる主人公のジョバンナが訪れる広大なひまわり畑の映像が作品を象徴するシーンとなっている。

## 概要
1964年のイタリア・ソ連合作の戦争映画『イタリアの勇士たちよ』に引き続き、冷戦時代に西側スタッフがソ連ロケを認められた作品である。『イタリアの勇士たちよ』と同様に第二次世界大戦の東部戦線でのイタリア旅団の悲劇を扱っている。
作品の構想と準備に10年の歳月を要したというデ・シーカ監督は、夫を探して異郷への長い旅に出る主人公を、現代のユリシーズになぞらえている。製作総指揮のジョセフ・E・レヴィーンと製作のカルロ・ポンティは度々モスクワに赴きソ連側を説得、撮影を実現させた。
ロケ地となったひまわり畑の場所について、日本封切時のパンフレットには「ウクライナ（当時の国名はウクライナ・ソビエト社会主義共和国）地方のひまわり畑」と書かれており、2016年時点の在ウクライナ日本国大使館のサイトでは「キエフ（キーウ）から南へ500kmほど行ったヘルソン州と言われています」と記載されている。一方、2022年のNHKの現地取材では、ポルタヴァ州の州都ポルタヴァの近くに位置するチェルネーチー・ヤール村で撮影が行われたと伝えている。
上映国の中でも特に日本での人気が高かったといわれており、当時のイタリア映画としては異例のヒットを記録し同年の日本洋画興行ランキングでは5位となった。2020年6月1日からは、日本企業のアンプラグドによりフィルムのデジタル修復が行われた「ひまわり 50周年HDレストア版」が日本全国で順次劇場公開された。2022年には、ロケ地であるウクライナへのロシアの侵攻を受け、映画館や地方自治体によるチャリティー上映会が日本各地で開催された。

## ストーリー
第二次世界大戦終結後のイタリア。出征したきり行方不明の夫の消息を求め、関係省庁へ日参する女性の姿があった。
戦時中、洋裁で生計を立てる陽気なナポリ娘ジョバンナとアフリカ戦線行きを控えた兵士アントニオは海岸で出会い、すぐに恋に落ちる。12日間の結婚休暇を目当てに結婚式を挙げた2人は、幸せな新婚の日々を過ごすが、休暇の12日間は瞬く間に過ぎてしまう。精神疾患による除隊を目論んだアントニオは首尾よく精神病院に入院するが、あえなく詐病が露見、懲罰のためソ連戦線へと送られることになる。見送るジョバンナに「毛皮がお土産だ」と笑顔を見せるアントニオら大勢の兵士を乗せた汽車は、ミラノ中央駅を出発する。
終戦後、ジョバンナは年老いたアントニオの母親を励ましながら、夫の帰りを何年も待ち続け、ようやく同じ部隊にいたという男を見つける。男の話によると、アントニオは敗走中、極寒の雪原で倒れたという。ジョバンナは愛するアントニオを探しに、ヨシフ・スターリン亡き後のソ連へ行くことを決意する。
当時のソ連は社会主義国家であり、ジョバンナが降り立ったモスクワは別世界だった。かつてイタリア軍が戦闘していたというウクライナの村でアントニオの写真を見せて回るジョバンナだったが、一向に消息が掴めない。ジョバンナの前に、地平線の彼方まで続くひまわり畑が広がる。多くの兵士たちがこのひまわりの下に眠っているという。無数の墓標が並ぶ丘まで案内した役人の男性はジョバンナに「諦めたほうが良いのでは」と言うが、彼女はきっぱりと「夫はここにいない」と言って拒絶する。かすかな情報を頼りにモスクワに戻ったジョバンナは、とある工場から出て来る労働者の中に、戦後も祖国へは戻らずにロシア人として生活しているイタリア人男性を見出す。しかし彼は多くを語らず、また、アントニオのことも知らないと言う。ジョバンナはもしやアントニオもと、微かな期待を抱く。
言葉も通じない異国で、なおも諦めずにアントニオを探し続けるジョバンナは、郊外の村で写真を見せた3人の中高年の女性たちから、身振りを交えてついて来るように言われ、一軒の慎ましい家に案内される。そこには、若妻風のロシア人女性マーシャと幼い女の子カチューシャが暮らしていた。言葉は通じずともジョバンナとマーシャは互いに事情を察する。マーシャはジョバンナを家に招き入れる。室内には枕が2つ置かれた夫婦のベッドがあった。マーシャは片言のイタリア語で、アントニオと出会った過去を話し始める。雪原で凍死しかけていた彼をマーシャが救ったのだが、その時アントニオは、自分の名さえ思い出せないほど記憶を無くしていたという。
やがて汽笛が聴こえ、マーシャはジョバンナを駅に連れて行く。汽車から次々と降り立つ労働者たちの中に、アントニオの姿があった。駆け寄ったマーシャをアントニオは抱き寄せようとするが、マーシャは彼をとどめてジョバンナの方を指さす。驚くアントニオが見たのはやつれ果てたジョバンナの姿だった。かつての夫と妻は距離をおいたまま、身じろぎもせず互いを見つめ合う。ジョバンナの表情が悲しみで歪み、アントニオが何か言おうと一歩踏み出した途端、ジョバンナは背を向け、既に動き出していた汽車に乗せてくれと叫び、飛び乗る。そして、座席に倒れ込むように座ると、見知らぬロシアの人々が奇異の目で見る中、声を上げてむせび泣く。
ミラノに帰ったジョバンナは、壁に飾ってあったアントニオの写真を外して額縁ごと叩き潰し、泣きながら踏みつけ、自暴自棄に陥って男たちと遊び回る荒れた生活に身をやつすようになる。そんな中で訪ねてきたアントニオの母親は、ジョバンナの不実を咎めるが、ジョバンナはソ連で再会したアントニオの現状を母親に激白し「死んでいたほうがましだった」とぶちまける。
その後、アントニオとマーシャ夫婦は新築の高層アパートに引っ越すが、新しい生活のスタートであるはずのその日の晩も、アントニオは物思いに沈んでほとんど口を利かない。そんなアントニオを見てマーシャは「もう私を愛してないの？」と涙を浮かべる。
マーシャの許しを得、病気の母を見舞うとの口実で出国許可を得たアントニオは、約束していた毛皮をモスクワで買い求め、ミラノへ向かう。嵐で停電したアパートの暗闇の中、再会したアントニオとジョバンナだったが、感情がすれ違う。アントニオはもう一度2人でやり直そうと訴えるが、その時、隣の部屋から赤ん坊の泣き声が聞こえてくる。赤ん坊を見て名前を訊く彼に、ジョバンナは赤ん坊の名はアントニオだと言う。ジョバンナもまた別の人生を歩んでいることを知ったアントニオは毛皮を渡し、ソ連に帰ることを決心する。
翌日のミラノ中央駅。モスクワ行きの汽車に乗るアントニオをジョバンナが見送りに来る。二度と会うことはないと2人はわかっている。アントニオは動き始めた汽車の窓辺に立ったままジョバンナを見詰める。遠ざかり消えてゆく彼の姿に、ジョバンナは抑えきれず涙を流し、ホームにひとり立ち尽くす。彼を乗せた汽車が去っていったこのホームは、以前戦場へ行く若き夫を見送った、その同じホームだった。

## キャスト
| 役名               | 俳優                         | 日本語吹替                                                        | 日本語吹替 |
| 役名               | 俳優                         | TBS版                                                             | 新録版     |
| ------------------ | ---------------------------- | ----------------------------------------------------------------- | ---------- |
| ジョバンナ         | ソフィア・ローレン           | 此島愛子                                                          | 勝生真沙子 |
| アントニオ         | マルチェロ・マストロヤンニ   | 羽佐間道夫                                                        | 羽佐間道夫 |
| マーシャ           | リュドミラ・サベーリエワ     | 北島マヤ                                                          | 平田裕香   |
| ヴァレンチーナ     | ガリーナ・アンドレーエワ     |                                                                   |            |
| アントニオの母     | アンナ・カレーナ             |                                                                   | 塙英子     |
| ひまわり畑の農婦   | ナディア・チェレドニチェンコ |                                                                   |            |
| エットーレ         | ジェルマーノ・ロンゴ         |                                                                   |            |
| 復員兵             | グラウコ・オノラート         |                                                                   |            |
| イタリア人労働者   | シルヴァーノ・トランクィリ   |                                                                   |            |
| 駅の女性           | マリーザ・トラヴェルシ       |                                                                   |            |
| ソ連の役人         | グナル・ツィリンスキー       |                                                                   |            |
| 駅の切符売り       | ピッポ・スタルナッツァ       |                                                                   |            |
| ジョバンナの赤ん坊 | カルロ・ポンティ・ジュニア   |                                                                   |            |
| 不明 その他        | N/A                          | 桑原たけし 筈見純 松尾佳子 藤夏子 高村章子 加藤修 田中秀幸 湯浅実 |            |

- TBS版 - 初回放送・1976年11月8日『月曜ロードショー』
- 新録版 - 2023年のリバイバル公開（HDレストア版）に合わせ製作[10]。配信等にも使用。
  - テレビ初放送 - 2022年8月6日・テレビ大阪『土曜シネマスペシャル』[11]

## スタッフ
- 監督 - ヴィットリオ・デ・シーカ
- 製作総指揮 - ジョセフ・E・レヴィーン
- 製作 - アーサー・コーン、カルロ・ポンティ
- 脚本 - チェーザレ・ザヴァッティーニ、アントニオ・グエラ、ゲオルギー・ムディヴァニ（ロシア語版）
- 音楽 - ヘンリー・マンシーニ
- 撮影 - ジュゼッペ・ロトゥンノ、ダヴィド・ヴィニツキー（ロシア語版）

### 日本語版
| 吹替 | TBS版              | 新録版       |
| ---- | ------------------ | ------------ |
| 演出 | 田島荘三           |              |
| 翻訳 | トランスグローバル |              |
| 調整 | 杉浦日出弥         |              |
| 制作 | トランスグローバル |              |
| 制作 | TBS                | アンプラグド |

## ロケ地
- ソフィア・ローレンを含むロケ隊は、モスクワ州北西のカリーニン州（現トヴェリ州）のソビエト連邦共産党幹部専用の保養所に投宿していた。保養所は通常業務も続けていたため、ローレンはモスクワから来た高官たちの歓待攻めに遭い、一日の撮影疲れを癒す暇も無いほどであった。彼女が保養所を出る頃には、贈り物の山は大型トランク3つ分になっていた。ソ連各地の名産工芸品のほか、彼女が既に毛皮外套を5着も持っていることを知らずに、高価な黒貂の外套を贈った大臣もいた。ローレンは当初「ロケはシベリアで行う」と聞いていたため、寒さに備えて毛皮外套を5着も用意して行ったが、実際には撮影隊はシベリアまでは行かず、しかも彼女のソ連での撮影は夏の半年間だけだった[12]。
- マルチェロ・マストロヤンニは、冬の雪原の場面以外の撮影時は、モスクワ都心のホテルに滞在していた[13]。

## 受賞
ソフィア・ローレンは1970年の第15回ダヴィッド・ディ・ドナテッロ賞で主演女優賞を受賞した。また、楽曲を手掛けたヘンリー・マンシーニは1971年の第43回アカデミー賞で作曲賞にノミネートされた。
なお、日本封切時のパンフレットには、マルチェロ・マストロヤンニが1970年の第23回カンヌ国際映画祭で最優秀男優賞を獲得したと記されているが、これは本作ではなく同年に公開された『ジェラシー』の出演に対して授与されたものである。

## 公開時のエピソード

### 墓地の場面をめぐるソ連当局との攻防
『ひまわり』は、作品中の2人の婦人に敬意を表し、国際婦人デーに合わせて1970年3月8日にモスクワで封切られる予定だった。しかし、フィルム編集も完了した公開直前に、ソ連の担当部署が、イタリア兵墓地の場面をカットせよと要請してきた。カルロ・ポンティは「絶対に切れない」と回答し、ソ連側の返事を待たずにフィルムをイタリアに持ち帰り、3月13日にローマでノーカット版の封切を強行した。ソ連はその直前にも脚本共同執筆者のムディヴァニをローマに派遣し、再度ポンティとデ・シーカの説得を試みたが、ポンティの考えは変わらなかった。
ロシアのジャーナリスト、エフゲーニー・ジルノーフによれば、ソ連東部戦線のイタリア人捕虜の約4分の3にあたる約3万人が餓死または病死していたが、戦後のイタリアからの照会に対してソ連は彼ら戦闘によらない戦没者を「消息不明」「データが無い」と説明し、また証拠隠滅のためにイタリア人捕虜埋葬地は全て潰されたという。映画に関する一連のソ連の態度は、かえって「本当はソ連のどこかで生きているのでは」とイタリア人の想像力を過剰に膨らます結果を呼ぶ。当時の作品公開前のイタリアでも、一部のネオ・ファシストが、まだソ連で生きている捕虜たちを帰還させよ、遺骨を返還せよという運動を起こしていた。その空気を知る駐イタリア・ソ連大使N・S・ルィジョーフは、公開目前の『ひまわり』のことを知り、「墓地の場面はカットすべき」と本国に進言してきた。結果的に、映画のエンドクレジットの最後の字幕には「登場人物・出来事はすべて架空のものです。類似の事件や人物が現実にあったとしても、みな全くの偶然です」と表示されている。
ポンティは駐伊大使に「我々スタッフ一同は、ソ連にイタリア兵墓地が存在しないことを認めます」という念書を送っている。しかし、大使の怖れは消えず、在伊ソ連人に、上映会場へも封切前の記者会見場へも行かないよう呼びかけた。危惧通り、封切後に大使はイタリアの極右団体から「もしイタリア人捕虜を釈放しなければ、欧州のソ連人外交官20人を殺害する」と脅迫状を受け取った。
封切後、KGBの思想・イデオロギー部門のトップ、フィリップ・ボブコーフは、イタリア撮影隊と映画人に関する非常にネガティブな印象の報告を党中央委員会に上げている。そしてソ連映画人の体験談から、外国との共同作業は慎重すぎるほど慎重であるに越したことはない、と結論づけている。
日本封切時のパンフレットには、試写を見た映画評論家の小森和子の感想として「ソ連外務省の役人が、ジョバンナと汽車の旅まで共にしてウクライナのひまわり草原にまで案内し、ソ連がイタリアの捕虜や戦死者をまつったというところなどは、いささかソ連PRのにおいがしないでもない」と記されている。

### イタリア映画として紹介
1970年の日本封切当時は、多くの報道機関が『ひまわり』を「イタリア映画」（もしくはイタリア・アメリカ合作映画）と紹介していた。そして「イタリア映画」とした記事の多くでは「イタリア（西側）映画初のソ連ロケ作品」と紹介されている。また、日本封切時のパンフレットでは「はじめて外国のカメラが、ソ連国内の奥深く入ることになった」と記載されている。

### 東欧での公開
ソフィア・ローレンのソ連ロケを詳説したウェブ記事では「予定より1年遅れて1971年に公開されたが、イタリアほど盛り上がらなかった」と記述されている。観客動員数は、ロシア語の映画作品情報サイト「キノポーイスク」によると、イタリアが7千4百万人、ソ連が4億1600万人となっている。